# Kićo Slabinac
Krunoslav "Kićo" Slabinac (Osijek, 28 de marzo de 1944 - Zagreb, 13 de noviembre de 2020) fue un cantante de pop croata. Sus especialidades fueron las canciones hoy inspiradas en la música folclórica de la región de Eslavonia de Croacia y el uso de instrumentos tradicionales como la tamburica.

## Biografía
Slabinac nació el 28 de marzo de 1944 en Osijek durante el Estado Independiente de Croacia. En la década de 1960, Slabinac fue miembro de varias bandas de rock'n'roll. Luego optó por una carrera en solitario como cantante pop y se mudó a Zagreb. Mientras actuaba en un club, Nikica Kalogjera lo notó y le dio la oportunidad de aparecer como un recién llegado en el Festival Split de 1969. Un año después, en 1970, Slabinac ganó el primer premio en el Festival de Opatija. Representó a Yugoslavia en el Festival de la Canción de Eurovisión de 1971 con "Tvoj dječak je tužan", quedando en el puesto 14.
La canción de Slabinac "Zbog jedne divne žene" fue un gran éxito que solidificó su condición de cantante. Sin embargo, en la década de 1970, los problemas legales y el tiempo que pasó en el extranjero hicieron retroceder su carrera. Después de su regreso de los Estados Unidos, Slabinac se centró en la música folclórica, aunque se mantuvo activo en la escena de la música pop.
Su canción "Letaj mi" se convirtió un éxito en Macedonia, particularmente porque fue cantada en macedonio en el festival "MakFest" en 1989.
Falleció el 13 de noviembre de 2020 en Zagreb, tras una larga y complicada enfermedad.

## Discografía
- 1971 - Tvoj dječak je tužan
- 1975 - Hej bećari
- 1978 - Pusti noćas svoje kose
- 1979 - Seoska sam lola
- 1984 - Krunoslav Slabinac
- 1984 - Navidad con Kićo
- 1985 - Stani suzo
- 1986 - Da l 'se sjećaš
- 1987 - Oj, garava, garava
- 1988 - Tiho, tiho uspomeno
- 1991 - Za tebe
- 1995 - Ako zora ne svane
- 1995 - Sve najbolje
- 2006 - Zlatna kolekcija
- 2008 - Dignite čaše svatovi
- 2015 - 50 originalesnih pjesama